# طوني بلو
طوني بلو (بالإنجليزية: Tony Blue) هو عداء مسافات متوسطة أسترالي، ولد في 4 فبراير 1936 في دوبو في أستراليا.

## وصلات خارجية
- طوني بلو على موقع الاتحاد الدولي لألعاب القوى (الإنجليزية)
- طوني بلو على موقع النتائج التاريخية لألعاب القوى الأسترالية (الإنجليزية)
- طوني بلو على موقع أوليمبيديا (الإنجليزية)
- طوني بلو على موقع اللجنة الأولمبية الأسترالية (الإنجليزية)
- طوني بلو على موقع اتحاد ألعاب الكومنولث (مؤرشف) (الإنجليزية)